# Gobie tacheté
Pomatoschistus microps
Espèce
Statut de conservation UICN

 LC  : Préoccupation mineure
Le gobie tacheté ou gobie commun (Pomatoschistus microps) est une espèce de poissons marins appartenant à la grande famille des Gobiidae.
Les gobies tachetés se nourrissent de la chair des mollusques comme les patelles, les moules, les bulots et les bigorneaux. Ils aiment se cacher dans les rochers des zones aquatiques peu profondes et ont besoin d'une eau oxygénée.